# Peter Greste

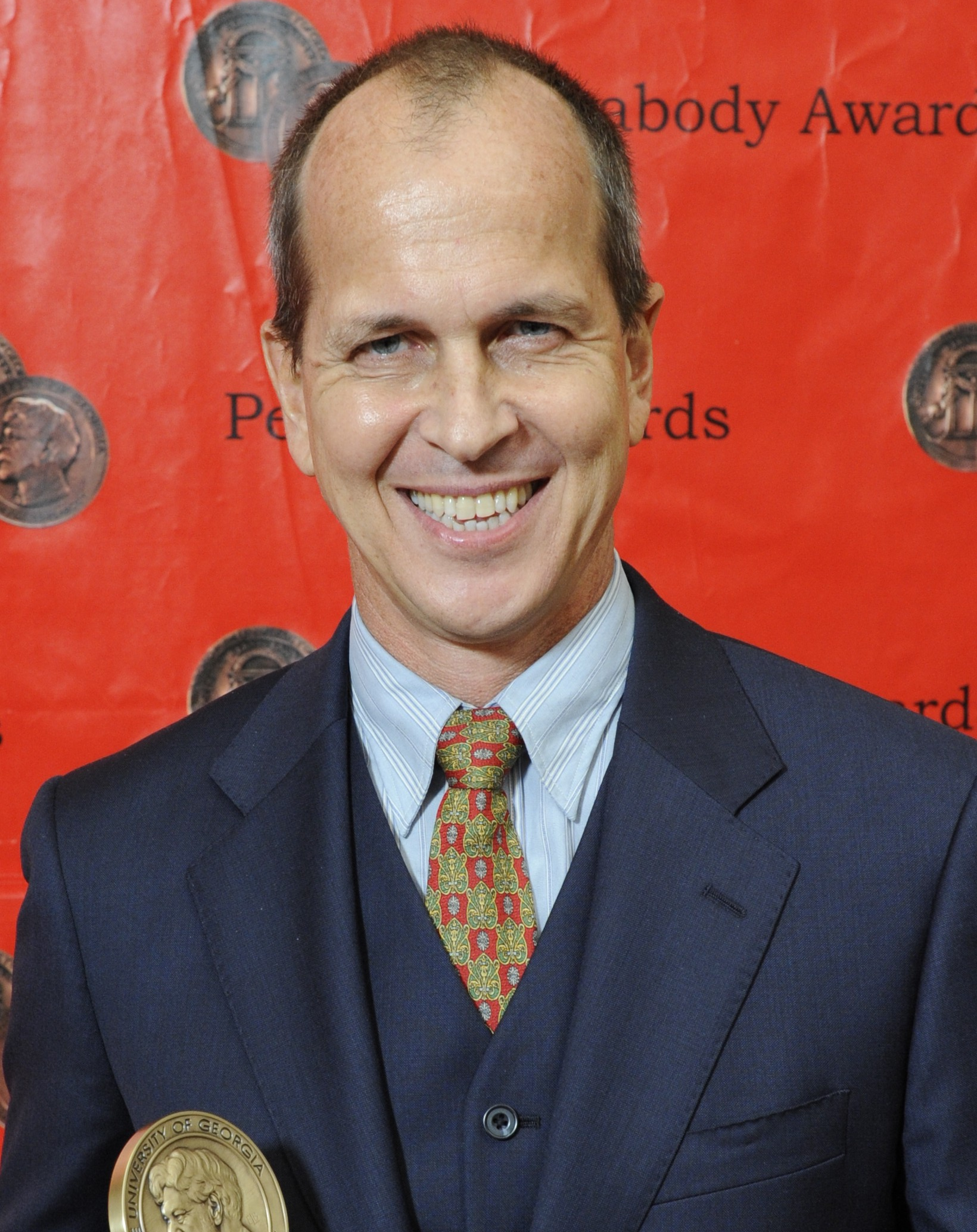
Peter Greste na ceremonii wręczenia nagrody Peabody Award (2012)

Peter Greste (ur. 1 grudnia 1965 w Sydney) – australijski dziennikarz i fotograf pochodzenia łotewskiego.

## Biografia
Urodził się w Sydney, ze względu na łotewskie pochodzenia swoich rodziców ma podwójne obywatelstwo. W 1977 roku przeniósł się, wraz z rodziną, do Brisbane, tam też studiował dziennikarstwo na Queensland University of Technology. 
Od 1991 roku współpracował z BBC, początkowo w Londynie, a od 1995 jako korespondent z Kabulu. Pracował również dla agencji Reuters, m.in. jako korespondent w Bośni. By również korespondentem w  Ameryce Południowej, przez trzy lata mieszkał w Meksyku, potem przeniósł się do Santiago, a następnie do Buenos Aires. W 2001 roku wrócił do Afganistanu, aby relacjonować tamtejsze wydarzenia wojenne. W 2004 roku zrezygnował z pracy w BBC, został freelancerem i wyjechał do Mombasy. 
W 2005 rok podczas przygotowywania reportażu z Somalii, przebywał w Mogadiszu razem z producentką filmu Kate Peyton, która została wówczas śmiertelnie postrzelona. Zdecydował się kontynuować pracę nad materiałem opisującym funkcjonowanie w ogarniętym wojną kraju. Efektem jego pracy był film dokumentalny Somalia: Land of Anarchy, za który w 2011 roku otrzymał nagrodę Peabody Award. 

## Aresztowanie w Egipcie
W 2013 roku Greste przebywał w Egipcie, jako korespondent Al Jazeera English. 29 grudnia egipska policja wkroczyła do jego pokoju w hotelu Marriott w Kairze, po czym został, wraz ze współpracownikami, Mohamedem Fahmy oraz Baherem Mohamedem, aresztowany i uwięziony. Dziennikarze zostali oskarżeni o tworzenie fałszywych informacji i wspieranie Bractwa Muzułmańskiego. 23 czerwca 2014 został skazany na siedem lat więzienia. 2 lutego 2015 został wypuszczony z więzienia i poprzez Cypr, deportowany do Australii.

## Książki
Zdjęcia Petera Greste zostały wykorzystane jako ilustracje w serii książek, głównie autorstwa Craiga Hatkoffa, m.in. opisujących historię Owena i Mzee:
- Owen & Mzee: the true story of a remarkable friendship, 2006 ISBN 978-0-439-82973-1
- Owen & Mzee: the language of friendship, 2007, ISBN 978-0-439-93054-3
- Owen & Mzee: best friends, 2007, ISBN 978-0-439-92872-4
- Owen and Mzee: a day together, 2008, ISBN 978-0-545-03766-2
- Lola & Tiva: an unlikely friendship, 2010, ISBN 978-0-545-20728-7
- Looking for Miza: the true story of an orphaned baby gorilla, 2009